# Radi (os)
El radi és un os situat a la part externa de les extremitats superiors dels vertebrats. És al costat del cúbit, s'articula amb el cúbit, i és més gruixut que aquest. També s'articula amb l'húmer i amb els ossos carp en ambdós extrems.

## Fractures
La fractura distal del radi (o també anomenada fractura de canell) és una de les més freqüents en gent gran (més de 65 anys) juntament amb la fractura pertrocantèria del maluc. Tot i que la fractura de canell és molt freqüent en ancians també ho és en joves pels traumatismes esportius. En les fractures articulars per cisallament és freqüent que s'afectin els lligaments del canell, un d'ells seria el lligament entre l'escafoide i el semilunar.
- Extrarticulars: no afecten a l'articulació, com les fractures metafisàries. Són més freqüents en gent gran.
- Intrarticulars o articulars: que afecten a l'articulació. Són més freqüents en gent jove per traumatismes d'alta energia.